# Pehr Fredrik Blidberg
Pehr Fredrik Blidberg, född 30 juli 1784 i Tjällmo församling, Östergötlands län, död 10 september 1866 i Klara församling, Stockholm, var en svensk musiker. 

## Biografi
Pehr Fredrik Blidberg föddes 30 juli 1784 i Tjällmo församling, Östergötlands län. Han var son till häradshövdingen Per Adolf Blidberg och Catharina Charlotta Sparrschöld. Blidberg inträdde 1806 på ämbetsmannabanan, blev 1817 protokollssekreterare i Krigsexpeditionen. Blidberg, som värderades ej mindre såsom fin och grundlig musikkännare och kritiker än såsom melodisk viskompositör, utgav Skaldestycken ur Poetiska kalendern, satta i musik med ackompagnement af pianoforte. Under Wilhelm Fredric Dalmans redaktion skötte han musikavdelningen i Dagligt Allehanda. Blidberg avled 10 september 1866 i Klara församling, Stockholm. Han invaldes som ledamot av Kungliga Musikaliska Akademien 1848.

## Musikverk
- Skaldestycken ur Poetiska kalendern, satta i musik med ackompagnement af pianoforte.[4]